# Brennania
Brennania is een vliegengeslacht uit de familie van de dazen (Tabanidae).

## Soorten
- B. belkini (Philip, 1966)
- B. hera (Osten Sacken, 1877)